# فيل ماكجراو
فيليب كالفن ماكغراو (بالإنجليزية: Phil McGraw)‏ (وُلد في 1 سبتمبر من عام 1950)، يُعرف أيضًا باسم دكتور فيل، وهو شخصية تلفزيونية أمريكية، فضلًا عن كونه مؤلفًا ومضيفًا للبرنامج التلفزيوني دكتور فيل. حصل فيل ماكغراو على درجة الدكتوراه في علم النفس السريري لكنه لم يجدد رخصته لممارسة العلاج النفسي منذ عام 2006.
اشتهر ماكغراو بعد ظهوره التلفزيوني في برنامج أوبرا في أواخر سبعينيات القرن العشرين، إذ ساعدته أوبرا وينفري لاحقًا في إطلاقه لبرنامجه الخاص دكتور فيل في شهر سبتمبر من عام 2002، الذي صُمم بمثابة برنامج لتقديم النصائح. أطلق ماكغراو مؤسسة دكتور فيل في شهر أكتوبر من عام 2003، تُعنى هذه المؤسسة بتمويل المنظمات التي تقدم يد العون للعائلات والأطفال المحرومين.

## مسيرته التلفزيونية

### أوبرا وينفري وبرنامجدكتور فيل
استأجرت أوبرا وينفري شركة ماكغراو للاستشارات القانونية (سي. إس. آي.) لمساعدتها في التحضير لمحاكمة لحم أماريلو تكساس البقري في عام 1995. أُعجبت وينفري بماكغرو إلى حد كبير لدرجة أنها شكرته على انتصارها في هذه القضية التي انتهت في عام 1998. دعت وينفري ماكغراو للظهور في برنامجها بعد فترة وجيزة. اعتُبر ظهوره بمثابة نجاح كبير، لذا بدأ ماكغراو في الظهور أسبوعيًا كل ثلاثاء بدءًا من شهر أبريل من عام 1998 بصفته خبيرًا في العلاقات واستراتيجيات الحياة.
أسس ماكغراو شركة بيتسكي بروداكشنز وأطلق برنامجه التلفزيوني اليومي دكتور فيل في شهر سبتمبر من عام 2002، والذي كان من إنتاج استديوهات هاربو بروداكشنز الخاصة بأوبرا وينفري. يُعتبر برنامج دكتور فيل بمثابة برنامج لتقديم النصائح، إذ يتناول ماكغراو فيه موضوعًا مختلفًا في كل حلقة مقدمًا النصائح لضيوفه. وقع ماكغراو على تمديد عقده المشترك لمدة خمس سنوات مع موزعي برنامجه في شركة كينغ وولرد بروداكشنز. تضمنت الصفقة دفع مبلغ 15 مليون دولار أمريكي لماكغراو سنويًا مقابل الاستمرار في إنتاج البرنامج خلال الموسم التلفزيوني لعامي 2013-2014.
احتل برنامج دكتور فيل المرتبة الرابعة في قائمة نيلسين ميديا ريسرش في 21 مايو من عام 2007، إذ وصل عدد متابعي البرنامج إلى 6.69 مليون مشاهد. احتل البرنامج المرتبة السادسة في 12 مايو من عام 2008، إذ بلغ عدد المتابعين 5.69 مليون شخص. لم يسبق برنامج دكتور فيل من البرامج الحوارية سوى برنامج أوبرا، وذلك بحسب ما ورد في شهر مايو من عام 2008. احتل ماكغراو المرتبة الثلاثين في قائمة فوربس لأقوى المشاهير في عام 2007. اعتُبر برنامج دكتور فيل أفضل برنامج مشترك بحسب التصنيف الوطني لنيلسين في 11 ديسمبر من عام 2018، إذ وصل تقييمه إلى «2.9 مباشرةً في ذلك اليوم»، ليحتل بذلك المرتبة الأولى بين البرامج الحوارية للأسبوع الـ 117 على التوالي. تحسن ترتيب ماكغراو ليصل إلى المركز 22 بحلول عام 2020 في قائمة فوربس لأقوى المشاهير، إذ وصلت أرباحه إلى 65.5 مليون دولار.

### البرامج الفرعية
أسس كل من جاي ماكغراو وفيل ماكغراو شركة ستايج 29 بروداكشنز في عام 2005، ثم أعلنا بعد أسبوع عن برنامج جديد تحت عنوان موشرز (على غرار برنامج كيكد أوت التابع لشركة إيه. بي. سي.)، لكنهما لم ينجحا في إنتاجه في نهاية المطاف.
بدأ البث التلفزيوني لبرنامج دكتور فيل هاوس في عام 2006 (على غرار برنامج بيغ برازر التابع لشركة سي. بي. سي.)، وذلك باعتباره جزءًا من برنامج دكتور فيل التلفزيوني. أُغلق المنزل المُستخدم في التصوير في لوس أنجلوس بعد احتجاجات الجيران، واستؤنف الإنتاج على خشبة المسرح في استديو خلفي.

## روابط خارجية
- فيل ماكجراو على موقع IMDb (الإنجليزية)
- فيل ماكجراو على موقع الموسوعة البريطانية (الإنجليزية)
- فيل ماكجراو على موقع ألو سيني (الفرنسية)
- فيل ماكجراو على موقع ميوزك برينز (الإنجليزية)
- فيل ماكجراو على موقع أول موفي (الإنجليزية)
- فيل ماكجراو على موقع قاعدة بيانات الأفلام السويدية (السويدية)
- فيل ماكجراو على موقع إن إن دي بي (الإنجليزية)
- فيل ماكجراو على موقع قاعدة بيانات الفيلم (الإنجليزية)
- فيل ماكجراو على موقع كينوبويسك (الروسية)